# Mae Nam Pa Sak
Der Mae Nam Pa Sak (Thai: แม่น้ำป่าสัก; oder nur Pa Sak, auch Pasak geschrieben) ist ein Fluss im nördlichen Zentralthailand. Er ist ein Nebenfluss des Mae Nam Chao Phraya (Chao-Phraya-Fluss).
Der Fluss entspringt in der Provinz Loei im Landkreis (Amphoe) Dan Sai und endet gemeinsam mit dem Mae Nam Lop Buri bei Ayutthaya. Der Pa Sak hat eine Länge von 513 km und entwässert eine Fläche von 18.000 km². Der jährliche Abfluss liegt bei etwa 2,4 km³.
Das Tal des Pa Sak bildet den Hauptteil des Phetchabun-Gebirges in der Provinz Phetchabun. Da das Einzugsgebiet des Flusses recht schmal ist, ändert sich die Wassermenge des Flusses saisonal sehr stark, was sich ungünstig auf die Bewässerungsverhältnisse der Gegend auswirkt. 1994 und in den folgenden Jahren wurde deshalb der Pa-Sak-Chonlasit-Staudamm (Thai: เขื่อนป่าสักชลสิทธ) in der Provinz Lop Buri errichtet, der als Ausgleichsspeicher fungiert. Hierdurch mussten einige Änderungen an der Bahnstrecke Kaeng Khoi Junction–Bua Yai Junction vorgenommen werden.